# Apteronotus albifrons
Apteronotus albifrons (Linnaeus, 1766)  è un pesce tropicale della famiglia Apteronotidae.
È originario del Sudamerica, del bacino amazzonico in Perù e Venezuela fino al fiume Paraná in Paraguay. Sta diventando diffuso negli acquari, nonostante richieda acquari grandi (almeno 3 metri) con acqua corrente molto ossigenata e alimentazione a base di prede vive.
Si muove ondulando la lunga pinna sul ventre. Può raggiungere e superare la lunghezza di 50 cm. Non ha squame, la colorazione è nera tranne che per due anelli bianchi sulla coda e una macchia bianca sul dorso.
È un animale notturno; è un pesce debolmente elettrico, che utilizza un organo elettrico e i recettori posti sulla lunghezza del corpo per localizzare le larve degli insetti.